# Xian de Hengnan
Le xian de Hengnan (衡南县 ; pinyin : Héngnán Xiàn) est un district administratif de la province du Hunan en Chine. Il est placé sous la juridiction de la ville-préfecture de Hengyang.

## Démographie
La population du district était de 1 029 050 habitants en 1999.